# ساموئل آدلر
ساموئل آدلر (انگلیسی: Samuel Adler) آهنگساز و رهبر ارکستر یهودی‌تبار اهلِ آلمان و ایالات متحده آمریکا است.
او دانش‌آموختهٔ رشتهٔ موسیقی در دانشگاه هاروارد و دانشگاه بوستون و از شاگردان آرون کوپلند، پل هیندمیت، والتر پیستن و سرگئی کوسیویتسکی بود.